# 常丽虹
常丽虹（1962年9月3日—），河北保定人，汉族，中国共产党党员。中华人民共和国政治人物、第十三届全国人民代表大会河北地区代表。

## 生平
2018年2月24日，当选为第十三届全国人大代表。2021年2月，当选为河北省政协副主席。